# Барбадосско-гренадские отношения
Барбадосско-гренадские отношения — двусторонние дипломатические отношения между Барбадосом и Гренадой. Обе страны являются полноправными членами Карибского сообщества и Содружества наций. Дипломатические отношения между государствами были установлены 3 марта 1974 года.

## История
Ранние двусторонние взаимодействия происходили, когда обе страны разделяли свои колониальные отношения как бывшие части Британской империи. Барбадос и Гренада присоединились к Британским Наветренным островам в 1833 году и пробыли в их составе до 1885 года, когда Барбадос стал единой колонией, а также главная резиденция Британских Наветренных островов была перенесена из Бриджтауна (Барбадос) в Сент-Джорджес (Гренада). В 1952 году две британские колонии присоединились к Федерации Вест-Индии, в то время как Гренада и Барбадос стали провинциями федерации. Федерация распалась в 1962 году, и Барбадос снова вернулся в качестве единой колонии, а Гренада была частью Ассоциации государств Вест-Индии.
В марте 2014 года премьер-министр Гренады Кит Митчелл в преддверии своего визита на конференцию КАРИКОМ в Сент-Винсенте и Гренадинах посетил Барбадос и Монреаль (Канада).